# مولینکس
مولینکس یک شرکت تولیدکننده فرانسوی لوازم خانگی می‌باشد. غذاساز، میکسر و مخلوط کن، همزن، پلوپز، سرخ کن، اتو بخار، کتری برقی، جارو برقی و شارژی و دیگر لوازم کوچک خانگی از جمله تولیدات این شرکت هستند. تفال از محصولات و زیرمجموعه‌های مولینکس است.
شعار این شرکت Life gets easier است که در تبلیغات فارسی تحت عنوان زندگی آسان می‌شود بیان می‌گردد.

## پیوندها
- وبگاه رسمی مولینکس